# Bò Cachena
Bò Cachena là giống ba mục đích của Bồ Đào Nha và Galicia, Tây Ban Nha. Ở Bồ Đào Nha, cũng có giống bò giống tương tự nhưng lớn hơn được biết đến với tên gọi là Bò Barrosão hoặc Barrosã. Cachena và Barrosã đôi khi được coi là những biến thể của cùng một giống bò.

## Tổ tiên và Ngoại hình
Bò Cachena được lai tạo từ gia súc địa phương màu nâu và vàng ở miền Bắc Bồ Đào Nha và Galicia (Tây Ban Nha). Chúng có màu nâu nhạt đến màu vàng. Các màng nhầy không có màu sắc và mõm tối màu. Sừng rộng và dài là hình đàn lia. Bò Cachena là một trong những giống bò có kích thước nhỏ nhất trên thế giới: Chiều cao phải bằng hoặc nhỏ hơn 110 cm (cả ở bò cái và bò đực, thường cao hơn). Bò đực nặng khoảng 550 kg, bò cái nhẹ hơn, nặng khoảng 390 kg.

## Phân phối
Bò Cachena ban đầu được nuôi trong Quận Vila Real, một huyện nông nghiệp nghèo nằmở cực bắc của Bồ Đào Nha và Galicia (Tây Ban Nha). Khí hậu nóng và khô vào mùa hè, lạnh và ẩm vào mùa đông. Mặt đất khô cằn và ít màu mỡ. Bò Cachena được phân bố quanh các vùng núi thấp trong công viên tự nhiên Tây Ban Nha Baixa Limia-Serra do Xurés ở vùng biên giới với Bồ Đào Nha. Ngoài ra chúng lan truyền trong khu vực xung quanh làng Ourelic Olelas và trong Vườn quốc gia Bồ Đào Nha Peneda-Gerês.